# Monostichodus
Monostichodus es un género de peces de la familia Citharinidae en el orden de los Characiformes. Habita en las cuencas fluviales de África tropical.

## Especies
Se reconocen tres especies dentro de este género:
- Monostichodus elongatus Vaillant, 1886
- Monostichodus lootensi (Poll & Daget, 1968)
- Monostichodus mesmaekersi (Poll, 1959)